# Ischnochiton rissoi
Ischnochiton rissoi is een keverslak uit de familie der Ischnochitonidae. De wetenschappelijke naam van de soort is voor het eerst geldig gepubliceerd in 1826 door Payraudeau.

## Kenmerken
Ischnochiton rissoi wordt tot 25 mm lang en vertoont sterk gebogen, middelmatig gekielde platen en snavels van uiteenlopende vorm op de achterkant. De sculptuur van de plaatjes vertoont sterke lengterichels en fijnere radiale richels die samen een ruitpatroon vormen.

## Verspreiding en leefgebied
De dieren leven vanaf de getijdenzone tot het ondiep sublittoraal, vaak op in zand ingebedde gladde stenen.
Deze soort komt uitsluitend in de Middellandse Zee voor.